# Pycnotropis epiclysmus
Pycnotropis epiclysmus är en mångfotingart som beskrevs av Hoffman 1995. Pycnotropis epiclysmus ingår i släktet Pycnotropis och familjen Aphelidesmidae. Inga underarter finns listade i Catalogue of Life.